# Поркейра
Поркейра (гал. Porqueira, ісп. Porquera) — муніципалітет в Іспанії, у складі автономної спільноти Галісія, у провінції Оренсе. Населення — 1103 осіб (2009).
Муніципалітет розташований на відстані близько 390 км на північний захід від Мадрида, 35 км на південь від Оренсе.
Муніципалітет складається з таких паррокій: Парадела-де-Абеледа, Поркейра, Сабуседо, Сан-Лоуренсо-де-Абеледа, Сан-Мартіньйо-де-Поркейра, Собреганаде.

## Демографія
Динаміка населення (INE ):

## Галерея зображень

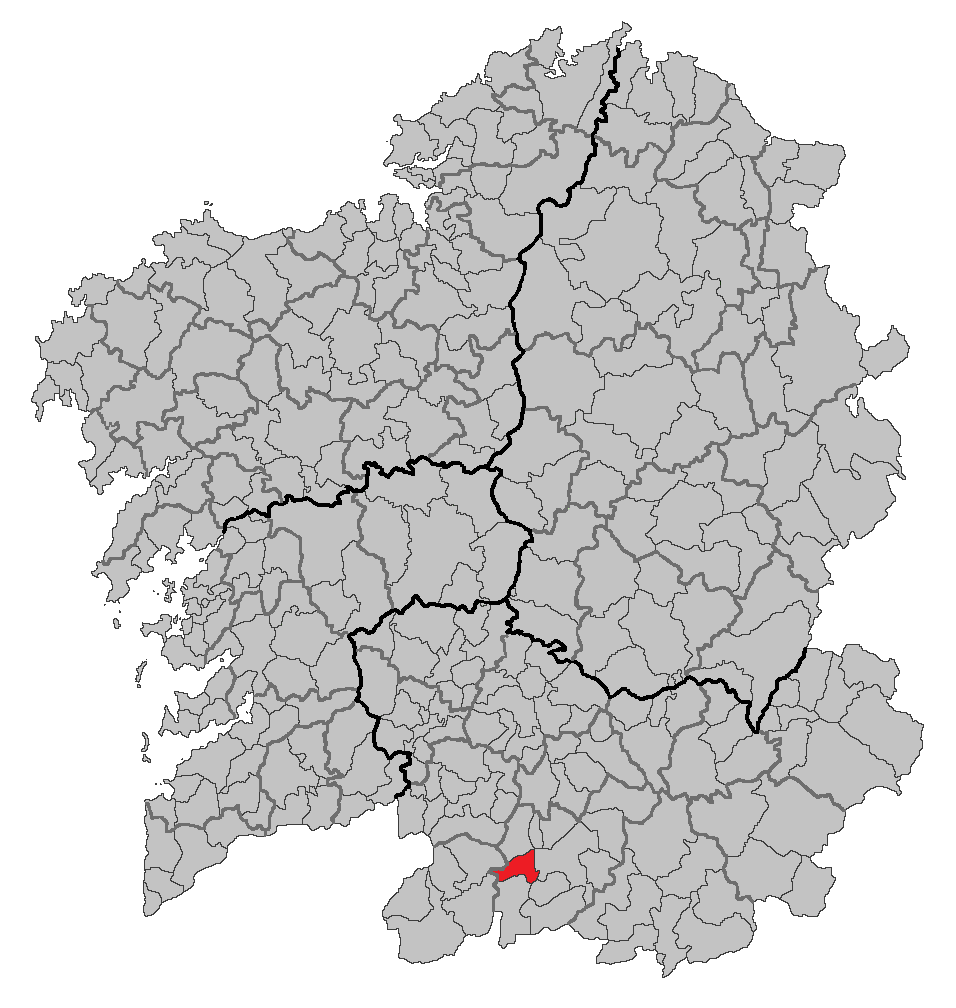
Розташування муніципалітету